# Lockerbie-Anschlag
Der Lockerbie-Anschlag war ein Bombenanschlag auf ein Verkehrsflugzeug vom Typ Boeing 747-121 der US-amerikanischen Fluggesellschaft Pan American World Airways (Pan-Am-Flug 103) am 21. Dezember 1988.
Laut Urteil schottischer Strafgerichte war der Anschlag ein staatsterroristischer Akt libyscher Geheimdienstler. Das Flugzeug wurde auf einer Flughöhe von 31.000 Fuß (9450 m) über der Ortschaft Lockerbie der schottischen Council Area Dumfries and Galloway nach der Explosion von 340 bis 450 g Plastiksprengstoff zerstört. Bei dem Anschlag kamen alle 259 Insassen der Maschine sowie am Boden 11 Bewohner Lockerbies ums Leben. Die Tat wurde größtenteils als ein Anschlag auf ein Symbol der USA gesehen; mit 190 toten US-Amerikanern (179 Passagiere, 11 Besatzungsmitglieder) galt er bis zu den Terroranschlägen vom 11. September 2001 als verlustreichster Anschlag gegen Zivilisten aus den Vereinigten Staaten.
Libyen hat niemals eine Beteiligung an dem Anschlag eingeräumt, jedoch im Rahmen von Verhandlungen zur Beilegung der Konflikte mit den USA erklärt, es „akzeptiere die Verantwortung für Taten seiner Offiziellen“. Das Land zahlte 2,46 Milliarden US-Dollar Entschädigung an die Hinterbliebenen der Opfer. Nach Aussage seines im Zuge des Aufstandes in Libyen 2011 zurückgetretenen Justizministers hat jedoch Libyens damaliger Machthaber Muammar al-Gaddafi persönlich das Attentat von Lockerbie im Jahr 1988 angeordnet. „Ich kann beweisen, dass Gaddafi den Befehl für Lockerbie gegeben hat“, sagte Mustafa Abd al-Dschalil der schwedischen Zeitung Expressen im Februar 2011.
Zur einzigen Verurteilung in dem Fall kam es 2001 im sogenannten Lockerbie-Prozess, als ein schottisches Gericht den libyschen Geheimdienstoffizier Abdel Basset Ali al-Megrahi zu einer lebenslangen Haftstrafe verurteilte. Aufgrund einer unheilbaren Prostatakrebserkrankung im Endstadium und der damit verbundenen nur noch sehr geringen Lebenserwartung wurde Megrahi am 20. August 2009 vorzeitig aus schottischer Haft entlassen. Schottlands Justizminister Kenny MacAskill nannte humanitäre Gründe für diesen Schritt. Wie 2010 bekannt wurde, gab es auch wirtschaftliche Beweggründe für eine Haftentlassung Megrahis.
Im März 2019 wurde bekannt, dass schottische Behörden ehemalige Mitglieder des Ministeriums für Staatssicherheit der DDR als Zeugen befragt hatten, da sich Anhaltspunkte für deren Verstrickung in den Anschlag ergeben hätten.
Am 11. Dezember 2022 gaben schottische und US-amerikanische Behörden bekannt, dass sich Abu Agila Mohammad Mas'ud Kheir Al-Marimi in US-Gewahrsam befinde. Ein Sprecher des US-Justizministeriums bestätigte das „bevorstehende Erscheinen“ Masuds vor einem US-Bezirksgericht.

## Die Helsinki-Warnung

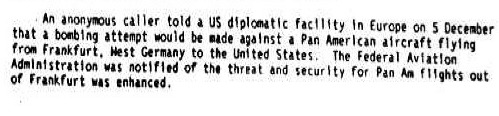
Abschnitt des CIA-Dokuments über die Helsinki-Warnung, deutsche Übersetzung: „Ein anonymer Anrufer sagte einer diplomatischen US-Einrichtung in Europa am 5. Dezember, dass ein Bombenanschlag gegen ein Pan-Am-Flugzeug, das von Frankfurt, West-Deutschland in die USA fliegt, verübt werden würde. Die Federal Aviation Administration wurde über die Drohung in Kenntnis gesetzt und die Sicherheitsvorkehrungen für Pan-Am-Flüge von Frankfurt erhöht.“

Am 5. Dezember gab die amerikanische Luftfahrtbehörde FAA eine Sicherheitsmeldung heraus, die besagte, dass am selben Tag ein Mann mit arabischem Akzent bei der US-Botschaft in Helsinki angerufen und angekündigt hatte, dass innerhalb der nächsten zwei Wochen ein Pan-Am-Flug von Frankfurt in die USA von Mitgliedern der Abu-Nidal-Organisation gesprengt werden würde; eine finnische Frau werde die Bombe unwissend an Bord tragen. Letztendlich lag der Anrufer mit seiner Zeitangabe um zwei Tage daneben.
Die Warnung wurde von der US-Regierung ernst genommen. Das Außenministerium schickte die Sicherheitsmeldung an dutzende Botschaften. Die FAA sandte sie an alle Fluggesellschaften, einschließlich der Pan Am, die daraufhin einen Sicherheitsaufpreis in Höhe von fünf Dollar von jedem Passagier verlangte und ein Sicherheitskonzept versprach, das Passagiere, Mitarbeiter, Flughafeneinrichtungen, Gepäck und Flugzeuge mit unnachgiebiger Gründlichkeit überprüfen sollte. Das Sicherheitsteam in Frankfurt fand die Meldung erst einen Tag nach der Katastrophe unter einem Stapel Papiere. Zudem berichtete eine Frankfurter Sicherheitsangestellte, die für das röntgentechnische Aufspüren von Sprengstoff zuständig war, dass sie den verwendeten Sprengstoff Semtex nicht gekannt habe, bis sie elf Monate nach dem Anschlag von ABC interviewt worden sei.
Am 13. Dezember wurde die Warnung in der US-Botschaft in Moskau veröffentlicht und auch an sämtliche sich dort aufhaltenden US-Amerikaner – auch Journalisten und Geschäftsleute – weitergeleitet. Dies führte dazu, dass einige auf Flüge anderer Gesellschaften umbuchten. Die nun auf PA103 frei gewordenen Plätze wurden kurzfristig aus der Warteliste aufgefüllt.

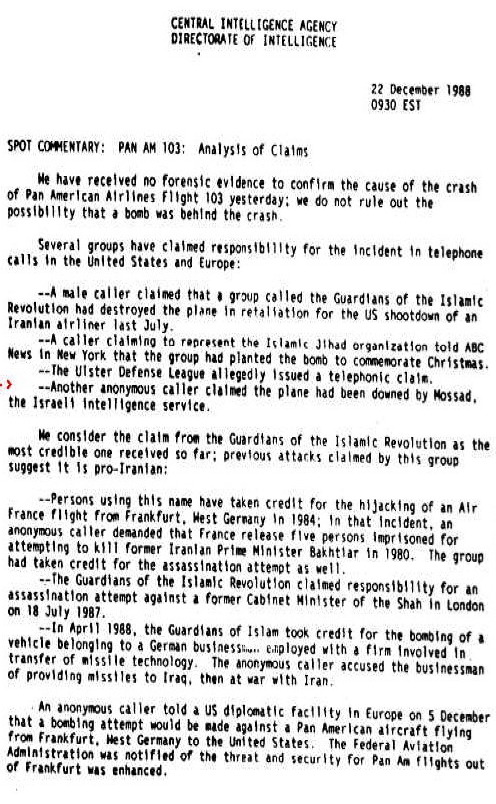
CIA-Dokument über die vorangegangenen Warnungen

## Pan-American-World-Airways-Flug 103 (PA103)
PA103, für Pan-Am-Flug 103, war die Flugnummer des zu dieser Zeit dritten täglichen Transatlantikfluges der Pan Am vom Flughafen London-Heathrow zum Kennedy Airport in New York. Am 21. Dezember 1988 wurde die Route von einer Boeing 747-121 mit dem Luftfahrzeugkennzeichen N739PA und dem Beinamen „Clipper Maid of the Seas“ geflogen.
Die tägliche Flugverbindung PA103 begann bereits in Frankfurt mit einer Boeing 727 für die Strecke nach Heathrow. Es war seinerzeit eine Eigenart der Fluggesellschaften Pan Am und TWA, unterschiedliche Flüge unter der gleichen Flugnummer anzubieten. Flug PA103 konnte als Direktverbindung Frankfurt-New York oder Frankfurt-Detroit gebucht werden, obwohl in London bzw. London und New York umgestiegen werden musste. 47 der 89 Passagiere des ersten Streckenabschnittes von PA103 wechselten in Heathrow in die Boeing 747, welche den Flug nach New York fortsetzen sollte. Die 747 war gegen Mittag als Flug PA124 von San Francisco gekommen und wurde auf dem Stellplatz K-14 am Terminal 3 geparkt. Während ihres insgesamt sechsstündigen Aufenthalts wurde die Maschine durch die Sicherheitsfirma von Pan Am, Alert Security, bewacht.
Im Jumbo-Jet befanden sich auf seinem letzten Flug 243 Passagiere und 16 Besatzungsmitglieder, im Cockpit saßen die Piloten Kapitän James MacQuarrie und Erster Offizier Raymond Wagner sowie der Flugingenieur Jerry Avritt. Als Chefstewardess (Purser) war die Britin Mary Geraldine Murphy (51) eingesetzt. Als Chefsteward (zweiter Purser) fungierte Milutin Velimirovich (35), ein gebürtiger Tscheche, der als Kind mit seinen Eltern in die USA ausgewandert war und später in der österreichischen Hauptstadt Wien studiert hatte, ehe er 1978 bei Pan Am als Flugbegleiter anfing. Zu der in Heathrow stationierten Kabinenbesatzung gehörten außerdem: Siv Ulla Engström (51), Elisabeth Nichole Avoyne-Clemens (44), Noëlle Lydie Campbell-Berti (41), Elke Etha Kühne (43), Maria Nieves Larracoechea (39), Irja Syhnove Skabo (38), Paul Isaac Garrett (41), Lilibeth Tobila Macalolooy (27), Jocelyn Reina (26), Myra Josephine Royal (30), und Stacie Denise Franklin (20). Die Flugbegleiter des Fluges PA103 stammten aus zehn Nationen. Sie pendelten aus Europa und den USA. Die Mitglieder der Kabinenbesatzung hatten zwischen 9 Monaten und 28 Jahren Dienstzugehörigkeit bei Pan Am.

### Der letzte Kontakt mit Flug 103
Der Flug hatte entgegen wiederholt verbreiteten Behauptungen keine Verspätung. Der planmäßige „Off-Block-Time“ laut dem seit Oktober 1988 gültigen Flugplan war 18 Uhr. Tatsächlich verließ PA103 die Parkposition um 18:04 Uhr (also de facto pünktlich), rollte anschließend zur Piste 27R und startete um 18:25 Uhr. 20 Minuten Rollzeit waren auf dem Flughafen Heathrow normal und eingeplant. Danach flog die Maschine in nordwestlicher Richtung auf der sogenannten Daventry-Abflugroute von Heathrow ab. Nachdem die Boeing 747 den Flughafen hinter sich gelassen hatte, steuerten die Piloten nach Norden in Richtung Schottland. Um 18:56 Uhr erreichte die Maschine die Grenze und hatte hier ihre Reiseflughöhe von 31.000 Fuß erreicht. Captain MacQuarrie drosselte, wie vorgesehen, den Schub auf Reiseflugleistung.
Um 19 Uhr wurde PA103 vom schottischen Luftraumüberwachungszentrum in Prestwick übernommen, wo die Freigabe für den Flug über den Atlantik eingeholt werden musste. Als sie in den schottischen Luftraum einflogen, stellte Alan Topp, der zuständige Fluglotse, Kontakt zu den Piloten her.
Captain MacQuarrie antwortete: „Good evening Scottish, Clipper one zero three. We are at level three one zero.“ (Guten Abend, Scottish (kurz für „Scottish Control“), Clipper eins null drei. Wir sind auf Flugfläche drei eins null.)
Danach sagte Copilot Wagner: „Clipper one zero three, requesting oceanic clearance.“ (Clipper eins null drei, wir erbitten Ozean-Freigabe.)
Dies war das letzte Lebenszeichen von Bord der 747.

### Die Explosion
Um 19:01 Uhr sah der schottische Fluglotse Alan Topp, wie sich PA103 dem Gebiet des Solway Firth näherte und um 19:02 Uhr dessen Nordküste überflog. Das Flugzeug wurde als kleines grünes Quadrat mit einem Kreuz in der Mitte und dem Transpondercode auf dem Radarschirm angezeigt, der Code lautete 0357. Zudem wurden Topp wichtige Informationen über Kurs, Flughöhe und Geschwindigkeit der Maschine angezeigt. Die letzte Einblendung auf seinem Schirm, die er von der 747 erhielt, zeigte ihm, dass sie sich auf Kurs 316° befand und mit einer Geschwindigkeit von 580 km/h (313 kts CAS) flog. Eine später von schottischen Behörden durchgeführte Analyse ergab einen Kurs von 321° und eine Geschwindigkeit von 804 km/h (434 kts Ground Speed).
Um diese Zeit wurde das Flugzeug auf einer Flughöhe von 9450 m über der Ortschaft Lockerbie im schottischen Dumfries and Galloway durch eine Explosion von 340 bis 450 g Plastiksprengstoff zerstört. Die Explosion um 19:02:50 Uhr (±1 Sekunde) riss ein 50 cm breites Loch auf der linken Seite in den Rumpf, einige Meter unter dem P in der Pan-Am-Beschriftung.
Im Innern des Flugzeugs zerschlug die Wucht der Explosion die dünne Wand zwischen vorderem Frachtraum und einem in Flugrichtung davor gelegenen Raum. In diesem Raum befinden sich unter anderem elektronische Geräte, die mit Navigations- und Kommunikationssystemen im Cockpit verbunden sind. Bei der Explosion wurde auch ein Teil dieser Systeme zerstört. Der vordere Rumpfteil begann sich unkontrolliert zu bewegen. Diese starken Bewegungen ließen die noch verbliebenen Verbindungsstücke zum restlichen Rumpf brechen und der komplette vordere Teil brach weg.
Zur selben Zeit trafen direkte Druckwellen der Explosion auf bereits vom hinteren Rumpf reflektierte Wellen. Dies führte dazu, dass der Rumpf weiter beschädigt wurde. Ein Teil des Dachs oberhalb der Explosionsstelle wurde weggerissen. Die Stärke der Explosion wurde durch den abrupten Ausgleich des herrschenden Druckunterschieds zwischen dem Innenraum des Flugzeugs und der Umgebung weiter verstärkt. Innerhalb der Druckkabine war der Druck etwa viermal so hoch wie außerhalb der Maschine.
Der Zerfall der Maschine verlief sehr schnell. Ermittler einer britischen Behörde sagten, dass sich die Nase des Flugzeugs (Bugteil mit Cockpit) bereits innerhalb von drei Sekunden nach der Explosion vom Rest löste und dabei eines der vier Triebwerke mitriss. Der Rumpf nebst Tragflächen flog weiter, bis er auf eine Höhe von 6000 m gesunken war. Ab diesem Punkt fiel er fast senkrecht zu Boden. Im freien Fall brach der Rumpf in kleinere Teile auseinander.
Unmittelbar nach der Explosion der Bombe versagten Flugschreiber und Stimmenrekorder ihren Dienst und der Transpondercode auf dem Bildschirm des Fluglotsen erlosch. Aus einem einzelnen Punkt auf dem Radarschirm des Fluglotsen wurden viele kleine Signale, als Flug PA103 in seine Einzelteile zerbrach und zu Boden stürzte. Topp versuchte Captain MacQuarrie zu erreichen und bat einen KLM-Flug in der Nähe, das Gleiche zu tun, aber beide Versuche blieben erfolglos. Zuerst dachte Topp, die Maschine sei in eine sogenannte Zone der Stille eingeflogen, ein „toter“ Bereich, aus dem keine oder fehlerhafte Radarsignale empfangen werden können. Wo vorher ein grünes Quadrat auf dem Radarschirm aufleuchtete, erschienen nun vier, und nach einigen Sekunden begannen sich die Quadrate weiter zu zerstreuen. Ein Vergleich des Flugschreibers mit den Radaraufzeichnungen zeigte, dass die Wrackteile nach nur acht Sekunden bereits eine Streuung von 2 km hatten.
Von den Rumpfteilen schlug als erstes – rund 46 Sekunden nach der Explosion – die Tragflächensektion mit 90.000 bis 95.000 kg Treibstoff und einer Geschwindigkeit von 825 km/h in der Lockerbier Wohnstraße Sherwood Crescent auf. Ein Seismograph des britischen geologischen Dienstes im nahen Eskdalemuir stellte um 19:03:36 Uhr eine Erschütterung mit einer Stärke von 1,6 auf der Richterskala fest. Das Kerosin entzündete sich und das riesige Feuer zerstörte mehrere Häuser. Das Feuer war so intensiv, dass von der linken Tragfläche nichts übrig blieb. Allein aufgrund der Zahl der aufgefundenen Schrauben konnte später herausgefunden werden, dass beide Tragflächen dort aufgeschlagen waren.
Sogar der in der Nähe fliegende British-Airways-Pilot Captain Robin Chamberlain funkte an Topp, dass er ein großes Feuer am Boden sehen konnte. Derweil schritt die Zerstörung auf dessen Bildschirm weiter voran, der nun voll war von hellen Quadraten, die sich alle ostwärts mit dem Wind bewegten.
Unmittelbar vor der Explosion hatte die Maschine das Kernkraftwerk Chapelcross überflogen, das 16 Kilometer südlich von Lockerbie liegt. Da sich erst zwei Jahre zuvor die Nuklearkatastrophe von Tschernobyl ereignet hatte, dachten zahlreiche Bewohner von Lockerbie zunächst, es sei zu einer Kernschmelze in dem Kraftwerk gekommen.

## Opfer
| Nationalität           | Passa- giere | Besat- zung | Am Boden | Ge- samt |
| ---------------------- | ------------ | ----------- | -------- | -------- |
| Argentinien            | 02           |             |          | 02       |
| Belgien                | 01           |             |          | 01       |
| Bolivien               | 01           |             |          | 01       |
| Kanada                 | 03           |             |          | 03       |
| Frankreich             | 02           | 01          |          | 03       |
| Deutschland            | 03           | 01          |          | 04       |
| Ungarn                 | 04           |             |          | 04       |
| Indien                 | 03           |             |          | 03       |
| Irland                 | 03           |             |          | 03       |
| Israel                 | 01           |             |          | 01       |
| Italien                | 02           |             |          | 02       |
| Jamaika                | 01           |             |          | 01       |
| Japan                  | 01           |             |          | 01       |
| Philippinen            | 01           |             |          | 01       |
| Südafrika              | 01           |             |          | 01       |
| Spanien                |              | 01          |          | 01       |
| Schweden               | 02           | 01          |          | 03       |
| Schweiz                | 01           |             |          | 01       |
| Trinidad und Tobago    | 01           |             |          | 01       |
| Vereinigtes Königreich | 031          | 01          | 11       | 043      |
| Vereinigte Staaten     | 179          | 11          |          | 190      |
| Total                  | 243          | 16          | 11       | 270      |

### Passagiere und Besatzung

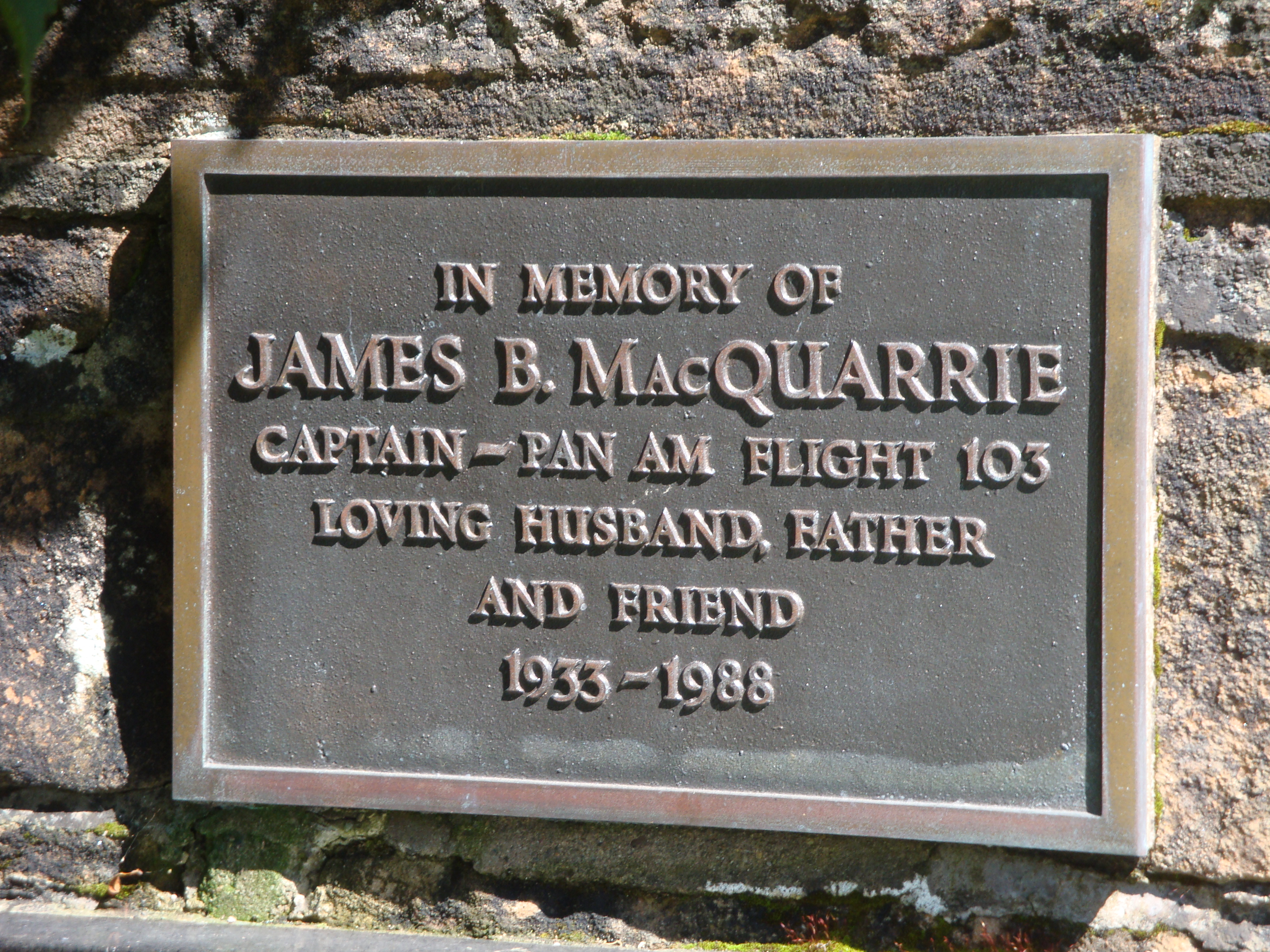
Gedenktafel für den Flugkapitän James B. MacQuarrie bei Lockerbie

Alle 243 Passagiere und 16 Besatzungsmitglieder wurden bei dem Absturz getötet. Eine schottische Ermittlungsbehörde gab bekannt, dass, als das Cockpit wegbrach, extrem starke Luftströmungen durch den Rumpf gepeitscht seien, die den Passagieren die Kleidung weggerissen habe und Objekte wie Getränkewagen in tödliche Geschosse verwandelten.
Aufgrund der plötzlichen Druckänderung dehnten sich die Gase innerhalb der Körper auf das vierfache Volumen aus, was bei vielen zu einer Lungenüberdehnung oder einem Lungenkollaps führte. Nicht angeschnallte Passagiere bzw. ungesicherte Objekte wurden aus der Maschine in −46 °C kalte Luft geschleudert und fielen etwa zwei Minuten lang aus 9 km Höhe in Richtung Boden. Andere blieben auf ihren Sitzen und schlugen noch angeschnallt in Lockerbie auf.
Die meisten Insassen der Maschine wurden aufgrund des Sauerstoffmangels während des Falls bewusstlos, doch die Gerichtsmediziner glauben, dass einige das Bewusstsein wiedererlangten, als sie sauerstoffreichere Luftschichten erreichten. Pathologe William G. Eckert, der die Ergebnisse der Autopsien untersuchte, sagte der schottischen Polizei, dass er glaube, dass die Cockpitbesatzung, einige Flugbegleiter und 147 weitere Passagiere sowohl die Bombenexplosion als auch die darauffolgende Dekompression überlebten und erst durch den Aufprall starben. Keiner von ihnen hatte Anzeichen von Verletzungen durch die Explosion, den Druckabfall oder das Auseinanderbrechen der Boeing 747. Eine Mutter wurde mit ihrem Baby im Arm gefunden, zwei Freunde hielten sich an den Händen und eine ganze Anzahl von Passagieren umklammerte Kruzifixe.
Kapitän MacQuarrie, der Erste Offizier, der Flugingenieur, eine Flugbegleiterin und einige Passagiere der First Class wurden noch angeschnallt in der Flugzeugnase gefunden, nachdem diese auf einem Feld nahe Lockerbie aufgeschlagen war. Eine Flugbegleiterin und ein Mann wurden lebend gefunden, sie starben aber, bevor Hilfe geholt werden konnte. Die Untersuchung ergab, dass der Mann vielleicht überlebt hätte, wenn er früher gefunden worden wäre. Des Weiteren wurden in Waldstücken Opfer gefunden, deren Sitze sich in den Bäumen verfangen hatten. Einige der Opfer wiesen keine tödlichen Verletzungen auf, jedoch wurden sie erst zwei Tage nach dem Absturz gefunden. Falls die Opfer den Absturz also überlebt hatten, sind sie später vermutlich durch Unterkühlung gestorben. Konkret berichtete der leitende Pathologe, Anthony Busuttil, dass zwei von ihm untersuchte tote Passagiere nur „leichte“ Verletzungen gehabt hätten. Der österreichische Journalist, Fotograf, Luftfahrtexperte und Buchautor Patrick Huber schreibt in seinem am 13. Dezember 2023 erschienenen Buch über die Katastrophe von Lockerbie dazu: „Demnach habe einer dieser beiden Passagiere, ein Mann in den 40ern lediglich ein gebrochenes Bein gehabt. Das zweite Opfer, eine junge Frau, habe ein gebrochenes Bein, gebrochene Rippen und eine leichte Gehirnblutung aufgewiesen. Die Schlussfolgerung des hochdekorierten und international angesehenen Pathologen: ‚Hätte man dieselben beiden Personen nach einem Autounfall gefunden, wären ihre Überlebenschancen nicht schlecht gewesen.‘“

### Einwohner Lockerbies

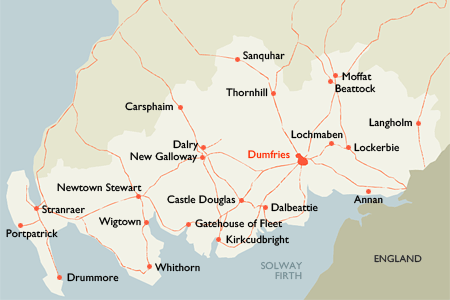
Lockerbie in Dumfries and Galloway, Schottland

Am Boden in Lockerbie starben 11 Menschen, als die Flügelsektion mit einem Teil des Rumpfes aufschlug. Mehrere Häuser wurden unter dem Flügel begraben und 21 weitere bei der Explosion so schwer beschädigt, dass sie später abgerissen werden mussten. Vier Mitglieder einer Familie, Jack und Rosalind Somerville und ihre Kinder Paul und Lynsey starben, als ihr Haus durch das Kerosin förmlich explodierte. Ein riesiger Feuerball wuchs über die Häuser und bewegte sich in Richtung der nahe gelegenen Autobahn.
In den darauffolgenden Tagen lebten die Anwohner im Angesicht von Trümmern und Leichen, während Forensiker alles fotografierten und die Positionen markierten, um den exakten Ort und die Stärke der Explosion im Flugzeug rekonstruieren zu können. Sie koordinierten Informationen über die Sitznummer eines jeden Passagiers, den Typ der Verletzungen und den Ort, wo er aufgeschlagen war.

Die Anwohnerin Bunty Galloway sagte den Autoren Geraldine Sheridan und Thomas Kenning 1993: 

„Ein Junge lag am Ende der Treppe zur Straße, ein junges Kerlchen mit braunen Socken und einer blauen Hose. Später am Abend fragte mein Schwiegersohn nach einer Decke, um ihn abzudecken. Ich wusste nicht, dass er tot war. Ich hab ihm eine Reisedecke aus Schafswolle gegeben und dachte, ich würde ihn damit warm halten. Zwei weitere tote Kinder lagen auf der gegenüberliegenden Straßenseite, eines von ihnen über einen Gartenzaun gekrümmt. Es wirkte jedoch, als ob sie schliefen. Der Junge lag tagelang am Ende meiner Treppe. Jedes Mal, wenn ich zu meinem Haus ging, um Kleider zu holen, lag er immer noch da. ‚Mein Junge ist immer noch da‘, sagte ich dauernd dem wartenden Polizisten. Letztendlich konnte ich es am Samstag nicht mehr ertragen. ‚Sie müssen den Jungen wegbringen.‘, sagte ich dem Polizeibeamten. In der Nacht wurde er weggebracht.“

 Obwohl von ihrer Regierung angewiesen, es nicht zu tun, kamen viele Angehörige, vor allem aus den USA, nach Lockerbie, um ihre Verwandten zu identifizieren. Freiwillige aus Lockerbie organisierten Kantinen, die rund um die Uhr geöffnet blieben und in denen Hinterbliebene, Soldaten, Polizisten und Sozialarbeiter kostenlos Sandwiches, warme Speisen, Kaffee und jemanden zum Reden finden konnten. Die Frauen in der Stadt wuschen, trockneten und bügelten jedes Kleidungsstück, das sie finden konnten, um so viele Gegenstände wie möglich an die Angehörigen zurückzugeben, nachdem sie von der Polizei als nicht mehr wichtig für die forensischen Untersuchungen angesehen wurden. Der schottische BBC-Korrespondent Andrew Cassel berichtete am zehnten Jahrestag der Tragödie, dass die Anwohner ihre Herzen und ihre Häuser für die Angehörigen geöffnet hätten, gleichzeitig ihre eigenen Verluste tapfer und mit enormer Würde ertrugen und die damals geschmiedeten Beziehungen bis zum heutigen Tag anhielten.

### Menschen, die PA103 verpassten
Nach dem Bombenanschlag gab es verschiedene Berichte über Menschen, die auf PA103 gebucht waren, diesen aber aus verschiedenen Gründen verpassten.
Die Four Tops wollten über Weihnachten in die USA zurück, aber da sie das Aufnahmestudio zu spät verließen, verpassten sie den Flug. Aufgebracht über das Verpassen des Flugs erreichte sie die Nachricht von der Explosion gerade, als sie darüber stritten.
Der Sex-Pistols-Sänger John Lydon und seine Frau Nora entkamen ebenfalls knapp dem Unglück: „Wir haben den Flug nur verpasst, weil Nora nicht rechtzeitig gepackt hatte. Als wir begriffen, was passiert war, schauten wir uns nur an und wären beinahe zusammengebrochen.“ Auch die Schauspielerin Kim Catrall verpasste Flug PA103, weil sie für ihre Mutter noch eine Teekanne als Geschenk kaufte.
Andere, von denen sicher ist oder vermutet wird, dass sie auf PA103 gebucht waren, ihre Reservierung aber zuvor stornierten oder umbuchten, sind: Roelof „Pik“ Botha, damaliger Außenminister von Südafrika; er reiste zu einer UN-Feierlichkeit in New York, um das Abkommen zur Unabhängigkeit Namibias zu unterzeichnen (Bernt Carlsson hingegen, UN-Beauftragter für Südafrika, der zur selben Feierlichkeit reiste, starb an Bord), John Thomas McCarthy, US-Botschafter im Libanon; Chris Revell, damals Vize-Direktor des FBI; und Steven Greene, Verwaltungsbeamter im Büro der DEA. Jennifer Rush war laut eigener Aussage für diesen Flug gebucht. Aufgrund einer kurzfristigen Umbuchung flog sie dann mit Lufthansa nach New York zurück.
Diese (angeblichen) Stornierungen von Tickets durch in der Öffentlichkeit stehende Personen führten zu Gerüchten, dass Geheimdienste detailliertere Warnungen über das bevorstehende Attentat gehabt hätten.

## Nach dem Absturz

### Untersuchungen

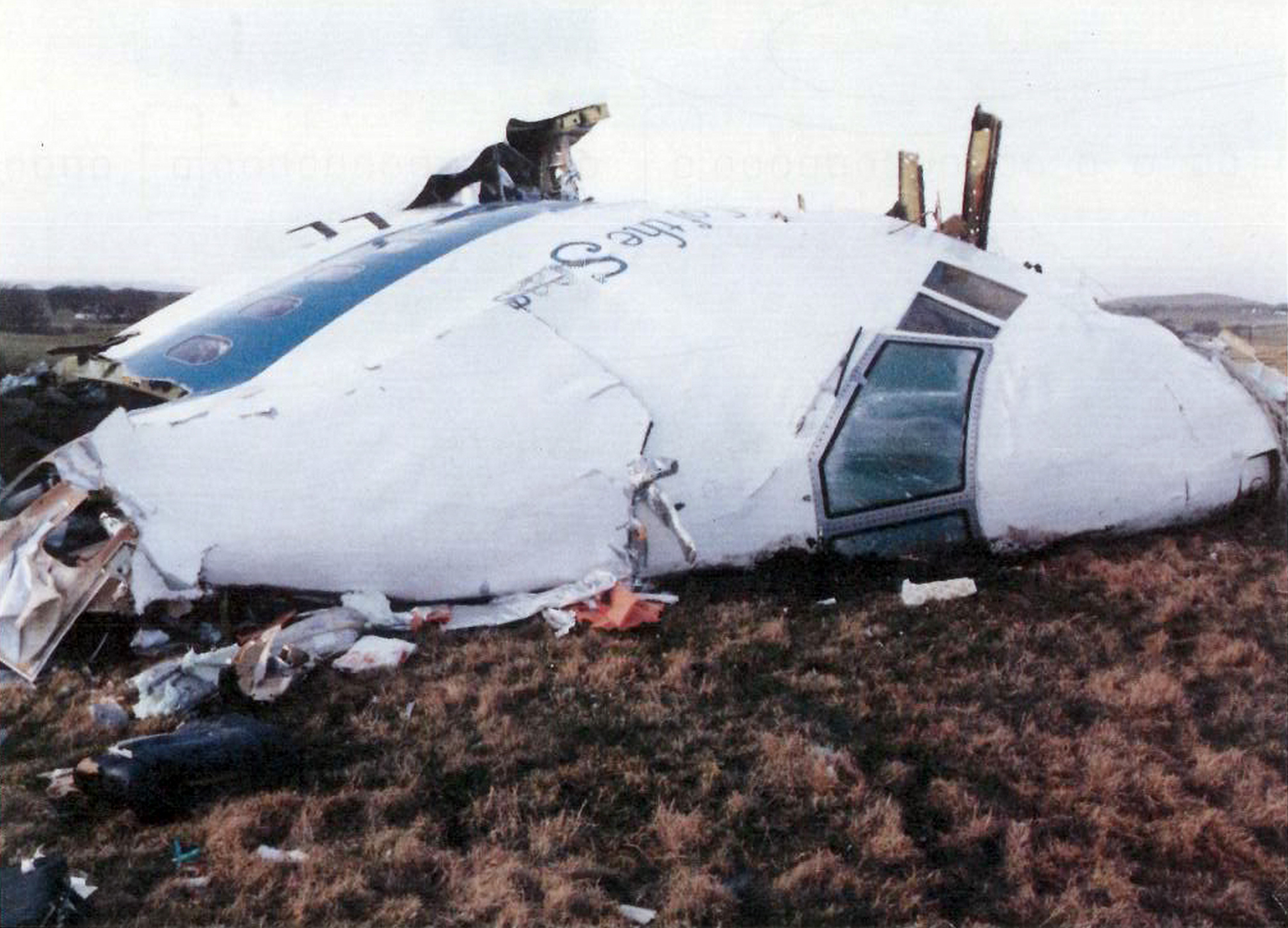
Teile des Flugzeugwracks (Bugteil mit Cockpit) der Boeing 747-121 „Clipper Maid of the Seas“

Der Flugschreiber wurde noch am ersten Tag nach dem Anschlag von Polizisten gefunden. Auf ihm gab es keine Anzeichen auf ein abgesetztes Notrufsignal, doch die Explosion war 180 Millisekunden lang zu hören, danach stoppte die Aufzeichnung. Noch während das Cockpit mitsamt den Leichen der Crew in Lockerbie lag, wurde es von Ermittlern der FAA untersucht. Diese kamen zu dem Schluss, dass keine Notfallmaßnahmen ergriffen worden waren: Die Schalter für die Druckkabine und den Treibstoff waren auf normaler Position. Auch hatte die Crew ihre Sauerstoffmasken nicht benutzt. Der Autopilot war ebenfalls noch eingeschaltet. Unfallermittler Mick Charles sagte: „Alles war eingestellt wie auf einem ganz normalen Flug.“

### Wrack des Flugzeugs

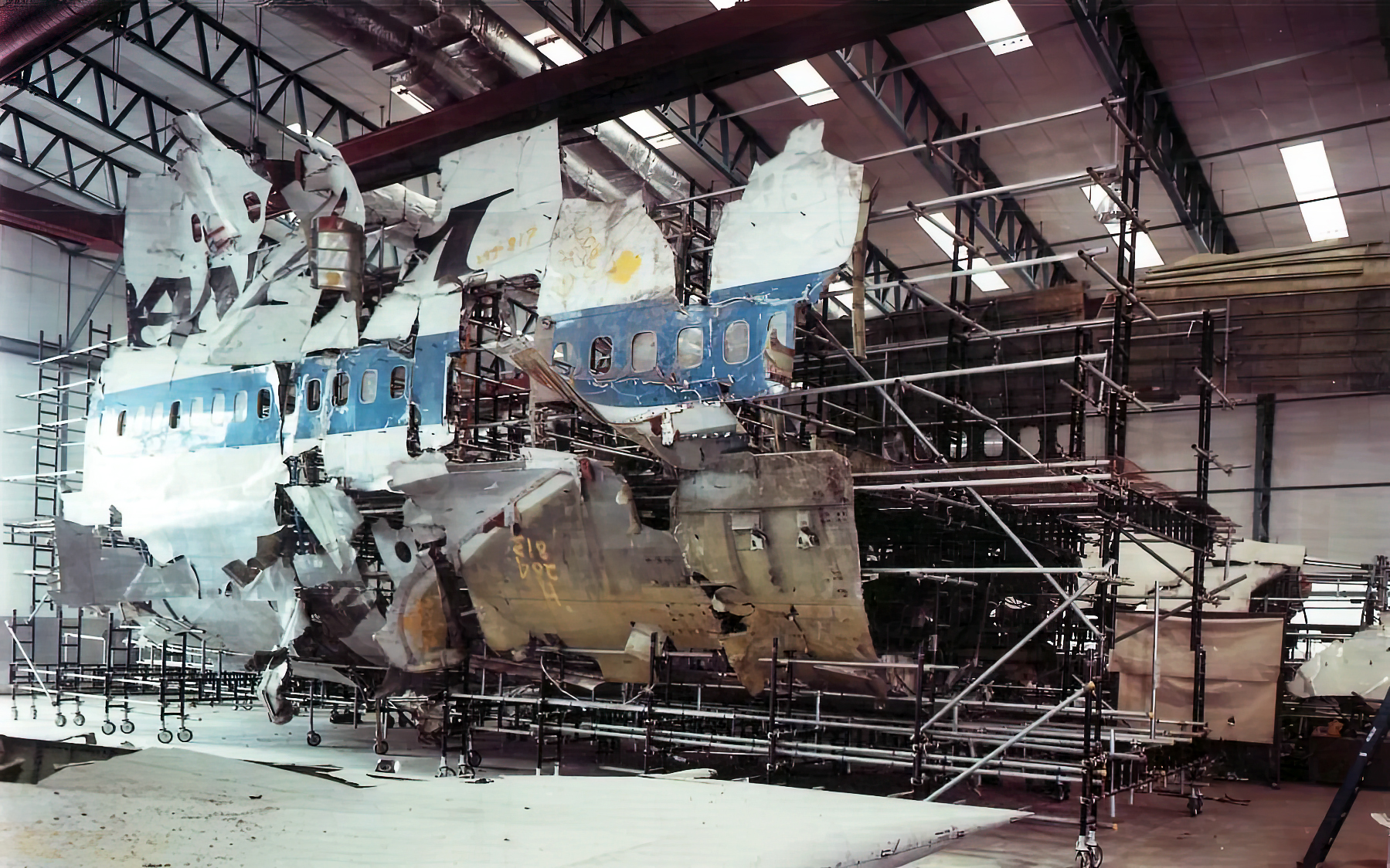
Rekonstruktion eines Teils des Flugzeugrumpfes, 1990

Die Abteilung für Flugunfalluntersuchungen baute einen großen Teil des Rumpfes wieder zusammen, um die Untersuchung zu unterstützen. Dies wurde seit dem Bombenanschlag in einem Hangar am Flughafen Farnborough als Beweismittel aufbewahrt.
Ab 2008 wurden die verbliebenen Wrackteile des Flugzeugs auf einem Schrottplatz ⊙ gelagert.
Im April 2013 wurde bekannt gegeben, dass ein Teil des Wracks an einen sicheren Ort in Dumfries, Schottland, überführt wurde und dass es sich weiterhin um Beweismittel für die laufenden strafrechtlichen Ermittlungen handelt.

### Bekenneranrufe
Laut einer CIA-Analyse vom 22. Dezember 1988 gab es bereits kurze Zeit nach dem Anschlag mehrere Gruppen, die sich dazu bekannten, verantwortlich zu sein:
- Ein männlicher Anrufer sagte, dass die Gruppe „Beschützer der islamischen Revolution“ das Flugzeug als Vergeltung für den Abschuss eines iranischen Flugzeugs (IA655) durch die US-Marine zerstört hätte.
- Ein Anrufer, der laut eigener Aussage die Organisation „Islamischer Dschihad“ vertrat, behauptete, seine Organisation habe das Attentat verübt, um „Weihnachten zu feiern“.
- Angeblich soll sich die „Ulster Defense League“ auch telefonisch zum Anschlag bekannt haben.
- Ein anonymer Anrufer behauptete, das Flugzeug sei vom israelischen Geheimdienst Mossad zerstört worden.

Am Ende dieser Liste vermerkte der Autor: „Wir erachten bislang das Bekennen der ‚Beschützer der islamischen Revolution‘ als das glaubwürdigste.“ Abschließend schreibt er: „Bis jetzt können wir die Verantwortung für diese Tragödie keiner Gruppe geben. Wir erwarten, dass, wie oft geschehen, viele Gruppen sich verantwortlich bekennen werden.“

### Die Ermittlungen
Die Lockerbie-Katastrophe zog die größten britischen Kriminalermittlungen nach sich, kurioserweise geleitet von der kleinsten britischen Polizeibehörde, dem Dumfries and Galloway Constabulary.
Die ersten Ermittlungen der Dumfries and Galloway-Polizei am Tatort beinhalteten militärische und zivile Untersuchungen aus Hubschraubern, die Auswertung von Satellitenbildern und das Durchkämmen des Gebiets durch hunderte von Soldaten und Polizisten. Mehr als 10.000 Trümmerteile wurden aufgesammelt, markiert und in ein Spurensuchsystem eingegeben.
Der Rumpf des Flugzeugs wurde von Flugunfallermittlern rekonstruiert, wobei das 0,5 m große, durch die Explosion im vorderen Laderaum entstandene Loch entdeckt wurde. Die Untersuchung der Gepäckcontainer ergab, dass die Explosion in dem Container, der am nächsten am Loch stand, stattgefunden haben muss. Durch eine Serie von Testexplosionen, bei denen die Beschädigungen verglichen wurden, konnte die genaue Position und Menge des Sprengstoffs festgestellt werden. Demnach detonierten ca. 300 Gramm des Plastiksprengstoffs Semtex.
Teile eines Samsonite-Koffers, in dem vermutlich die Bombe war, wurden zusammen mit Teilen eines Radiorecorders des Typs Toshiba RT-8016 (SF16 Bom Beat) geborgen, von dem ein ähnliches Modell zwei Monate zuvor von der deutschen Polizei bei einer palästinensischen Terrorgruppe beschlagnahmt worden war. Auch in diesem Fall war er für den Bau einer Semtexbombe benutzt worden. Ebenfalls zum Inhalt des Koffers gehörte Babykleidung, von der festgestellt werden konnte, dass sie auf Malta hergestellt worden war.
Die Kleidung führte zu einem maltesischen Händler, Toni Gauci, der der Hauptzeuge der Anklage wurde, nachdem er ausgesagt hatte, die Kleidung an einen Mann libyschen Aussehens verkauft zu haben. Er identifizierte ihn später als Abdel Basset Ali al-Megrahi. Allerdings war diese Identifizierung zu keinem Zeitpunkt eindeutig.
Ein Fragment einer Platine, das in dem Koffer gefunden wurde, wurde als Teil eines Zeitzünders vom Typ MST-13 identifiziert, der nur in kleiner Stückzahl von der Schweizer Firma Mebo AG hergestellt wurde. Das gleiche Modell war bei zwei im Februar 1988 im Senegal festgenommenen libyschen Geheimagenten gefunden worden. Diese Spur führte die Ermittler zum libyschen Militär.
Die Ermittler fanden auch heraus, dass ein unbegleiteter Koffer mit Air-Malta-Flug KM180 vom Flughafen Luqa auf Malta nach Frankfurt gelangte und dort in die Zubringer-727 verladen wurde. Dieses Gepäckstück wurde während des Prozesses als Bombenkoffer gezeigt.
Nach drei Jahren gemeinsamer Ermittlungen des Dumfries and Galloway Constabulary und des FBI, bei denen 15.000 Zeugen aussagten, wurden am 13. November 1991 Mordanklagen gegen Abdel Basset Ali al-Megrahi, einen libyschen Geheimdienstmitarbeiter und Sicherheitschef der Libyan Arab Airlines (LAA), und Lamin Chalifah Fhimah, den LAA-Standortchef am Malta International Airport, herausgegeben.

### Motiv für den Terroranschlag
Libyen hat niemals eine Beteiligung an dem Anschlag eingeräumt, jedoch im Rahmen von Verhandlungen zur Beilegung der Konflikte mit den USA erklärt, es „akzeptiere die Verantwortung für Taten seiner Offiziellen“. Andere Berichte geben an, Libyen hätte 2002 die volle Verantwortung für den Anschlag übernommen. Anlass und Motiv waren offenbar die Bombardierungen von Tripolis und Bengasi im April 1986. Am 15. und 16. April 1986 starteten US-Kampfflugzeuge eine Serie von Luftangriffen von England aus: Die Operation El Dorado Canyon. Die ersten US-Luftangriffe von Großbritannien aus seit dem Zweiten Weltkrieg richteten sich gegen Tripolis und Bengasi, Libyen, als Vergeltung für einen Anschlag in der Nacht vom 4. auf den 5. April 1986 auf die Diskothek La Belle in West-Berlin, bei dem drei Menschen getötet und 229 verletzt worden waren, darunter viele US-Soldaten. Dieser Angriff wiederum war eine Vergeltung für die Versenkung von zwei libyschen Kriegsschiffen durch die USA. Unter den dutzenden Toten der Luftangriffe war nach Angaben der libyschen Regierung auch Hana Gaddafi, ein von Muammar al-Gaddafi adoptiertes Mädchen. Es bestehen jedoch Anhaltspunkte dafür, dass der Tod von Hana Gaddafi zu Propagandazwecken vorgetäuscht wurde. Angeblich habe Gaddafi geschworen, dass derjenige, der seine Tochter getötet hatte, auch einen vergleichbaren Verlust erleiden werde. Einer der Piloten des US-Vergeltungsschlags vom 15. April 1986 – und daher für den Tod von Gaddafis Adoptivtochter verantwortlich – sei Michael MacQuarrie gewesen. Der Flugkapitän des PanAm-Fluges 103, James Bruce MacQuarrie, war der Vater von Michael MacQuarrie.

### Der Prozess ab 2000
Der Sicherheitsrat der Vereinten Nationen (UNO) forderte von Libyen die Auslieferung der beiden mutmaßlichen Attentäter, die dem libyschen Geheimdienst angehörten. Sie sollten vor ein schottisches Gericht gestellt werden. Sanktionen der UNO gegen Libyen und lange Verhandlungen mit dem libyschen Staatschef Muammar al-Gaddafi führten schließlich zur Auslieferung der beiden Angeklagten an die schottische Polizei. Libyen akzeptierte nur einen dritten Staat, nämlich die Niederlande, als Ort der Gerichtsverhandlung. Es wurde daher im Kamp van Zeist bei Utrecht ein Gericht eingerichtet, das nach schottischem Recht tagte.
Die Überstellung fand am 5. April 1999 an einem neutralen Ort in den Niederlanden statt. Am 3. Mai 2000 begann der Prozess (Lockerbie Trial HMA ./. Megrahi and Fhimah, Fall 1475/99) gegen die Libyer Lamin Chalifah Fhimah und Abdel Basset Ali al-Megrahi. Fhimah wurde freigesprochen.
Megrahi wurde für schuldig befunden und am 31. Januar 2001 zu lebenslanger Haft verurteilt, die er bis zu seiner Begnadigung im August 2009 im Gefängnis von Greenock nahe Glasgow absaß. Seine Berufung in Schottland wurde abgelehnt und auch der Europäische Gerichtshof für Menschenrechte wies sie als unzulässig ab.
Im September 2003 forderte Megrahi von den schottischen Behörden eine Wiederaufnahme seines Verfahrens. In den darauf folgenden zwei Jahren wurde sein Fall von der Scottish Criminal Cases Review Commission (SCCRC) wiederaufgerollt. 2006 wurde ihm die Möglichkeit eingeräumt, ein erneutes Berufungsverfahren zu beantragen.
Im November 2005 nahm der Rechtswissenschaftler Robert Black, der die sich nach schottischem Recht richtende Zusammensetzung des erkennenden Gerichts in Camp Zeist, Niederlande, ausarbeitete, wie folgt Stellung: „Die SCCRC wird ihre Untersuchungen mit Blick auf den der Berufung gegen das Urteil zugrunde liegenden Fall fortführen, ungeachtet, ob Megrahi (in Libyen) wieder eingebürgert wird, und die Einstellung sämtlicher gegen ihn noch anhängiger Verfahren beantragt werden sollte. Britische Verwandte der Lockerbie-Opfer sind bereits bei der SCCRC vorstellig geworden, die nach ihren Statuten gehalten ist, deren Einlassungen bei ihrer Entscheidungsfindung zu berücksichtigen.“ Professor Black war überzeugt, dass nun, da die Sonderbestimmungen des (bisherigen) Lockerbie-Prozesses ausgelaufen seien, am High Court in Edinburgh zuständige ordentliche Strafrichter in der Berufungsinstanz ausreichten. Er ging davon aus, dass das Gericht in neuer Berufungsinstanz, frühestens Ende 2006, fünf oder – falls im Lockerbie-Prozess fünf Richter in der ersten Berufungsinstanz zuständig gewesen seien – sieben ordentliche Richter berufen werde. Dabei konnte kein Richter zum Vorsitzenden Richter ernannt werden, der mit dem Lockerbie-Fall in erster oder zweiter Instanz befasst gewesen war.

Am 4. Mai 2006 wurde auf schottischer Regierungsebene bekannt gegeben, dass ein fünfköpfiger Richtersenat mit Sitz in Edinburgh zum 11. Juli 2006 eine Anhörung zu Megrahis Berufungsantrag gegen seine 27-jährige Mindesthaftstrafe anberaumt habe. Die Staatsanwaltschaft (Lord Advocate Lord Boyd of Duncansby) hatte hierzu vorgetragen, dass die verhängte Strafe zu milde sei. Unter anderem Rechtsanwälte sowie Verwandte der Lockerbie-Opfer hatten ihre Betroffenheit über den Zeitplan dieses Berufungsverfahrens geäußert. Sie begrüßten jede Art von Berufungsverfahren, das von der SCCRC beschlossen werden sollte, um ebenfalls vor Gericht gehört zu werden. Ein Sprecher dieser Gruppierung sagte: 

„Es mag eine instanzielle Zurückverweisung durch die SCCRC geben – oder auch nicht“

 Megrahis Anwälte bestanden später darauf, dass beide Berufungsverfahren (gegen das Schuldurteil und gegen die Höhe der Strafe) statt in Edinburgh vor dem schottischen Sondergericht in Camp Zeist, Niederlande, stattfinden sollen, vor dem sein Prozess in erster und zweiter Instanz stattgefunden hatte. Schottische Behörden wandten hiergegen Sicherheits- und Kostengründe ein. Allerdings beschloss das schottische Berufungsgericht (Court of Criminal Appeal) am 8. Juni 2006 die zeitliche Verlegung der Anhörung zum beantragten Berufungsverfahren in den Oktober (statt Juli) 2006. Diese dreimonatige Hinausschiebung ermöglichte sowohl der Anklage als auch der Verteidigung mehr Zeit, sich mit der Frage des Gerichtsstands und der Frage, ob die SCCRC Megrahi ein zweites Berufungsverfahren gewähren sollte, zu beschäftigen.

### Begnadigung von al-Megrahi 2009
Am 20. August 2009 begnadigte Schottlands Justizminister den inzwischen 57 Jahre alten Abdel Basset Ali al-Megrahi „aus humanitären Gründen“ und entließ ihn vorzeitig aus der Haft, weil al-Megrahi an Prostatakrebs im Endstadium leide und daher bald sterben werde. Ärzte hätten ihm nur noch drei Monate zu leben gegeben. Bei seiner Rückkehr nach Libyen wurde al-Megrahi auf dem Flughafen in Tripolis gefeiert und auch vom libyschen Revolutionsführer Muammar al-Gaddafi mit Glückwünschen empfangen. Vor allem in den USA löste dies Empörung aus, die US-amerikanische Regierung bedauerte die Entscheidung der schottischen Behörden. Al-Megrahi lebte anschließend in einer Villa in Libyen. Er starb im Mai 2012, knapp drei Jahre nach seiner Haftentlassung. Bereits 2009 hatte der Rechtswissenschaftler Robert Black in einem Interview erklärt, dass er noch vor Prozessbeginn gegen al-Megrahi von dem Verfahren abgeraten hatte, da die Beweise „zu dünn“ und die Zeugen der Anklage „fragwürdig“ seien. Wäre er der Staatsanwalt gewesen, so Black, hätte er die Akte mit dem Vermerk „kein Strafvollzug möglich“ versehen und es wäre nie zum Prozess gekommen.
Aus Dokumenten, die auf WikiLeaks veröffentlicht wurden, geht hervor, dass der wahre Grund für seine Freilassung wohl darin lag, dass der libysche Staatschef Muammar al Gaddafi Großbritannien mit dem Abbruch sämtlicher Handelsbeziehungen gedroht hatte.

### Abfindungen aus Libyen 2002
Am 29. Mai 2002 bot Libyen eine Summe von 2,7 Milliarden US-Dollar als Entschädigung für die 270 Todesopfer an, was $10 Millionen Abfindung pro Familie bedeutete. Das Angebot sah vor:
- 40 % des Geldes zu überweisen, wenn die 1999 verhängten UN-Sanktionen gegen Libyen aufgehoben wurden;
- weitere 40 %, wenn die US-Handelssanktionen aufgehoben wurden; und
- die letzten 20 %, wenn das US-Außenministerium Libyen von der Liste der terrorunterstützenden Staaten strich.

Jim Kreindler von der New Yorker Anwaltskanzlei Kreindler & Kreindler, die das Abkommen koordinierte, sagte: 

„Dies ist Neuland. Es ist das erste Mal, dass einer der Staaten, die als terrorunterstützende Staaten gelten, Entschädigungszahlungen an die Familien der Terroropfer anbot.“

 Das US-Außenministerium behauptete, dass es nicht direkt involviert war: 

„Einige Familien wollen Geld, andere sagen, es ist Blutgeld.“

 Die Ausgleichszahlungen an die Familien der PA103-Opfer waren einer der von der UNO geforderten Schritte zur Aufhebung der Sanktionen gegen Libyen. Andere Forderungen waren eine formale Absage an den Terrorismus und das Übernehmen der Verantwortung für Handlungen von libyschen Geheimagenten.

18 Monate später, am 5. Dezember 2003, offenbarte Jim Kreindler, dass seine Anwaltskanzlei ein Erfolgshonorar in Höhe von ca. einer Million US-Dollar von jeder von ihnen vertretenen Familie erhielt. Letztlich lag das Honorar bei 300 Millionen Dollar und Kreindler sagte: 

„In den letzten sieben Jahren hatten wir für diesen Fall ein eigenes Team, das unermüdlich gearbeitet hat und wir verdienen das Honorar, für das wir so hart gearbeitet haben. Ich glaube, dass es für die Angehörigen ein angemessenes Preis-Leistungs-Verhältnis ist.“

 Eine andere Anwaltskanzlei in den USA, Speizer Crowse, die 60 Angehörige vertrat, wovon die Hälfte Briten waren, hatte ein ausgemachtes Erfolgshonorar zwischen 28 und 35 % der individuellen Abfindung. Frank Greneda von Spizer Crowse sagte: 

„Natürlich sind die Honorare in den USA größer als irgendwo anders, aber niemand hat sie während der Verhandlungen hinterfragt. Nur jetzt, da wir uns einer Lösung annähern, bekommen wir Kritik zu hören.“

 Am 15. August 2003 unterbreitete der UN-Vertreter für Libyen, Ahmed Own, dem Weltsicherheitsrat einen Brief, in dem Libyen formal die Verantwortung für das Handeln seiner Amtspersonen in Bezug auf die Lockerbie-Katastrophe übernimmt. Die libysche Regierung zahlte dann eine Abfindung von 8 Millionen US-Dollar an jede Familie (von denen ca. 2,5 Millionen an die Anwaltskanzleien abgeführt wurden). Als Folge wurden sowohl die UN-Sanktionen als auch die US-Handelssanktionen aufgehoben. Weitere 2 Millionen Dollar wären nach der Streichung Libyens durch das US-Außenministerium von der Liste der terrorunterstützenden Staaten an die Familien gegangen. Dies geschah jedoch nicht und Libyen nahm die verbleibenden 540 Millionen Dollar im April wieder von dem Schweizer Treuhandkonto, über das bereits die ersten 2,16 Milliarden an die Familien überwiesen worden war. Mit der Ankündigung der USA, am 15. Mai 2006 die diplomatischen Beziehungen mit Libyen wieder aufzunehmen und sie von der umstrittenen Liste zu streichen, kam die unvermeidliche Frage auf, ob Libyen nun den Rest der Entschädigung zahlen wird, der vorher angeboten worden war.
Einige Beobachter glauben, dass das Akzeptieren der Verantwortung eher ein Geschäftsabschluss war, mit dem Ziel der Aufhebung der Sanktionen, und nicht das Eingestehen von Schuld. Im Februar 2004 sagte der libysche Premierminister Schukri Ghanim der BBC, dass die Entschädigungen als „Preis für Frieden“ und als Schritt zur Aufhebung der Sanktionen gezahlt wurden. Auf die Frage, ob Libyen die Schuld nicht auf sich nahm, sagte er: „Dem stimme ich zu.“ Gaddafi widerrief später auf Druck aus Washington und London Ghanims Aussage.
Ein Zivilprozess im Interesse der Pan Am gegen Libyen läuft noch immer. Die Fluggesellschaft ging nicht zuletzt wegen des Anschlags bankrott, sie verlor 4,5 Milliarden US-Dollar durch den Verlust des Flugzeugs und die entstandenen Folgen für die zivile Luftfahrt.
Im Oktober 2005 wurde berichtet, dass die britische, amerikanische und libysche Regierung über die Überführung Megrahis in ein Gefängnis in Libyen verhandelten, unter der Bedingung, dass er keine neuerliche Berufung einreicht. Das ursprüngliche Urteil sah vor, dass er seine gesamte Haftstrafe in Schottland absitzt. Dass ein derartiges Übereinkommen überhaupt in Betracht gezogen wird, zeigt, dass die USA und England den Fall lieber nicht wiederaufgerollt sahen, da eine erfolgreiche Berufung die Spannungen mit Libyen wahrscheinlich wieder verschlimmern würde.

### Das Nachwort der Untersuchungskommission des US-Präsidenten
Am 22. September 1989 beauftragte Präsident Bush die ehemalige Arbeitsministerin Ann McLaughlin Korologos, eine Untersuchungskommission der President’s Commission on Aviation Security and Terrorism (PCAST) zu leiten und PA103 erneut zu untersuchen und Flugsicherheitsstrategien unter Berücksichtigung des Vorgefallenen zu empfehlen. Sie und ihr sechsköpfiges Team reichten den Bericht mit 64 Empfehlungen im Mai 1990 ein. Außerdem übergab sie dem Präsidenten einen versiegelten Umschlag, von dem vermutet wird, dass er die Schuld für die Katastrophe nicht allein Libyen gab, sondern aufteilte. Der Bericht endete mit den Worten: 

„Nationaler Wille und die moralische Courage, ihn durchzusetzen, sind die äußersten Mittel, den Terrorismus zu bekämpfen. Die Kommission empfiehlt eine härtere Politik, die nicht nur Terroristen verfolgt und bestraft, sondern auch Terrorismus unterstützende Länder für ihre Taten büßen lässt.“

### Berufungsverfahren und alternative Theorien über Täter und Hintergründe
Trotz der Verurteilung von Abdel Basset Ali al-Megrahi und der Zahlung von rund 2,7 Milliarden US-Dollar durch Libyen gibt es Zweifel an der tatsächlichen Schuld des libyschen Staates und seines Geheimdienstoffiziers.
So existieren erhebliche Bedenken beim wichtigsten Beweisstück, einem fingernagelgroßen Platinenfragment einer elektronischen Zeitschaltuhr des Typs MST-13 der Firma Mebo AG aus Zürich, welche als Zünder der Bombe gedient habe. Zwar wurden Zeitschaltuhren dieses Typs bei der Verhaftung von zwei libyschen Geheimdienstmitarbeitern gefunden, aber die Mebo AG belieferte beispielsweise damit auch das MfS der DDR, welches wiederum gute Kontakte zu palästinensischen Organisationen pflegte.
Ungewöhnlich an dem mit dem Anschlag in Verbindung gebrachten Platinenfragment ist die Tatsache, dass auf diesem der Buchstabe „M“ eingekratzt war. Mebo erklärte hierzu, dass es sich bei dem gefundenen Fragment um ein Teil eines Prototyps handle, welcher nicht voll funktionsfähig sei, und es somit auch nicht möglich sei, damit eine Bombe zu zünden.
Auch der Fundort der Platine in einem Waldstück ließ Zweifel an der Echtheit des Beweisstücks aufkommen. So befand das mit dem Prozess betraute Gericht aktenkundig über die Aussagen der schottischen Polizei zum Fundort: „Im schlimmsten Fall ausweichend und äußerst verwirrend.“ Experten gehen heute davon aus, dass bei der damaligen Flughöhe von rund 9000 Metern und den damals herrschenden Windverhältnissen leichte Teile viel weiter geflogen sind und somit das Platinenfragment in der Irischen See hätte landen müssen.
Laut BKA gibt es keinerlei Beweise dafür, dass die Bombe von Malta über Frankfurt nach London gelangt ist. Neben Frankfurt kamen Passagiere und Gepäckstücke von weiteren zwölf Flughäfen zum Pan-Am-Flug 103.

Allerdings gibt es die bekannte „Neuss-Theorie“. Dazu Carl-Ludwig Paeschke aus der ZDF-Redaktion 'Zeitgeschichte': 

„Es gab in Neuss eine Werkstatt der Front zur Befreiung Palästinas, die Bomben in Radios einbauten – wie im Fall Lockerbie. Als das Bundeskriminalamt die Werkstatt im Rahmen der Operation Herbstlaub aushob, fand man vier davon. Angeblich soll es noch eine fünfte gegeben haben, und diese soll die Pan-Am-Bombe gewesen sein.“

 Die Operation Herbstlaub war eine Gemeinschaftsaktion von BKA, BND und Verfassungsschutz gegen eine in der Bundesrepublik aktive Zelle der PFLP-GC. Am 26. Oktober 1988 wurden bei Razzien in mehreren deutschen Städten 16 mutmaßliche Terroristen festgenommen: 

„Im Rahmen der Operation ‚Herbstlaub‘ schlugen Polizisten eines Sondereinsatzkommandos und Terrorismusermittler zu. Sie verhafteten 16 Verdächtige, ließen jedoch zwölf wieder frei, darunter ausgerechnet den Bombenbauer Khreesat. Der hatte die Drähte glühen lassen und versichert: ‚Ich bin doch einer von euch.‘ Beim Entschärfen der Höllenmaschinen des ‚Kollegen‘ kam ein BKA-Mann ums Leben, ein weiterer wurde schwer verletzt, und eine Bombe blieb verschwunden. ‚Der Schlüssel für die Ermittlung der wahren Täter liegt in Neuss‘, erklärte Dr. David Thomas Schiller auf Anfrage, Experte für Terrorismus und den Nahen Osten.“

 Dass Libyen mit seinen 2,7 Milliarden US-Dollar sich nur von den UN-Sanktionen frei kaufen wollte, bestätigte zwanzig Jahre später der Sohn des libyschen Staatschefs Saif al-Islam al-Gaddafi: 

„Wir haben dem UN-Sicherheitsrat in einem Brief geschrieben, dass wir verantwortlich sind für das Handeln unserer Leute. Das heißt aber nicht, dass wir es auch waren. … Ich gebe zu, wir haben mit Worten gespielt. Das mussten wir auch. Das ging nicht anders.“

 Eine andere Spur, welche allerdings bis jetzt offiziell verworfen wird, führt in den Iran. So könnte der Anschlag die Vergeltung für den Abschuss einer iranischen Passagiermaschine am 3. Juli 1988 durch ein US-amerikanisches Kriegsschiff gewesen sein (siehe Iran-Air-Flug 655). In diesem Zusammenhang bestätigte der übergelaufene ehemalige Mitarbeiter des iranischen Geheimdienstes Abolgaschem Mesbahi, dass Iran die treibende Kraft hinter dem Attentat war. Abolgaschem Mesbahi wurde jedoch bisher von keinem Gericht zu Lockerbie angehört.

Sehr aufschlussreich war die Aussage von Vincent Cannistraro im November 1990: 

„President Hashemi Rafsanjani has commissioned the bombing of the [Pan Am 103] jet in the summer of 1988, when he was the Speaker of Parliament. We know who did. From an intelligence point of view, the case is solved. (‚Präsident Hashemi Rafsanjani hat die Bombardierung des Fluges Pan Am 103 im Sommer 1988 angeordnet, als er der Sprecher des Parlaments war. Wir wissen, wer (es) tat. Aus Sicht der Geheimdienste ist der Fall gelöst.‘) -- Vincent Cannistraro, Head of the CIA Counterterrorism Center, Nov. 21, 1990.“

 Laut einem Bericht der US Defense Intelligence Agency zahlte der der iranischen Regierung angehörende Ali Akbar Mohtaschami (Ajatollah Mohtaschami) zehn Millionen US$ für den Bombenanschlag auf PA103. Der Anschlag sei als Vergeltung für den Abschuss des iranischen Airbus durch die USA anzusehen: 

„Ayatollah Mohtashemi: (…) and was the one who paid the same amount to bomb Pan Am Flight 103 in retaliation for the US shoot-down of the Iranian Airbus. (und war derjenige, der den gleichen Betrag zahlte, um den Pan-Am-Flug 103 zu bombardieren, als Vergeltung für den US-Abschuss des iranischen Airbus)“

 Aufgrund eines laufenden Berufungsverfahrens werden die vorliegenden Beweise erneut geprüft.
Der frühere libysche Justizminister Mustafa Abd al-Dschalil, der sich während der Revolution im Februar 2011 von Machthaber Muammar al-Gaddafi abwandte, wird in der schwedischen Zeitung Expressen zitiert. Er habe Beweise dafür, dass Ghadhafi den Befehl zum Anschlag von Lockerbie gegeben habe.
Ein US-Journalist glaubt nach jahrelangen, investigativen Recherchen, die Identität dessen herausgefunden zu haben, der die Bomben für die Anschläge sowohl auf die Diskothek „La Belle“ 1986 in Berlin als auch auf das über Lockerbie abgestützte Flugzeug gebaut habe. Abu Agila Mohammed Masud war ein Geheimdienst-Offizier unter Gaddafi, er stand im Herbst 2015 in Tripolis vor Gericht für Verbrechen gegen die Bevölkerung Libyens. Er wurde auch dort beschuldigt, Bomben gebaut zu haben, die gegen Oppositionelle eingesetzt wurden. Am 21. Dezember 2020 reichte die US-Justiz Anklage gegen Masud ein.
Bereits 1989 sagte ein FBI-Direktor vor einem Ausschuss des US-Kongresses, das von seiner Behörde und der NSA gesammelte Beweismaterial deute auf die in Syrien beheimatete PFLP-GC als Täter.

### Anklage gegen den mutmaßlichen Bombenbauer
Ankläger aus den Vereinigten Staaten beschuldigten im Jahr 2020 den libyschen Staatsbürger Abu Agila Masud, die Bombe für den Anschlag zusammengebaut zu haben. Nach den Ermittlungen war die Bombe in der Hülle eines Kassettenrekorders versteckt gewesen. Im November 2022 wurde bekannt, dass der in Libyen lebende Beschuldigte von einer Rebellengruppe gekidnappt worden war. Wenig später wurde klar, dass er sich in amerikanischem Gewahrsam befand. Das Verfahren gegen ihn soll im Mai 2025 vor einem US-Bundesgericht in Washington, D.C. beginnen. In Vorbereitung auf den Prozess wurde im Dezember 2024 ein knapp 20 Meter langes, aus den Wrackteilen zusammengesetztes Stück der Flugzeugaußenhülle in die Vereinigten Staaten transportiert.

## Gedenkstätten
Es gibt eine Reihe privater und öffentlicher Gedenkstätten für die PA103-Opfer. Es gibt Gedenkstätten auf dem Friedhof von Dryfesdale (nahe Lockerbie), an der Syracuse University, in Moffat und in Lockerbie selbst. 
Auf dem Friedhof von Dryfesdale gibt es den Garden of Remembrance (Garten der Erinnerung) mit dem Lockerbie Air Disaster Memorial.
An der Syracuse University wurde am 22. April 1990 eine Gedenkstätte für die 35 Studenten eingeweiht, die beim Pan-Am-Flug 103 ums Leben kamen. Jedes Jahr am 21. Dezember um 14:03 Uhr (19:03 Uhr schottischer Zeit), der Uhrzeit der Explosion, wird zur Erinnerung an die Opfer ein Gottesdienst abgehalten. Außerdem vergibt die Universität jedes Jahr zwei so genannte „Lockerbie-Stipendien“ an Studenten der Lockerbie Academy.
US-Präsident Bill Clinton widmete den Opfern 1995 das Pan Am Flight 103 Memorial auf dem Nationalfriedhof von Arlington.

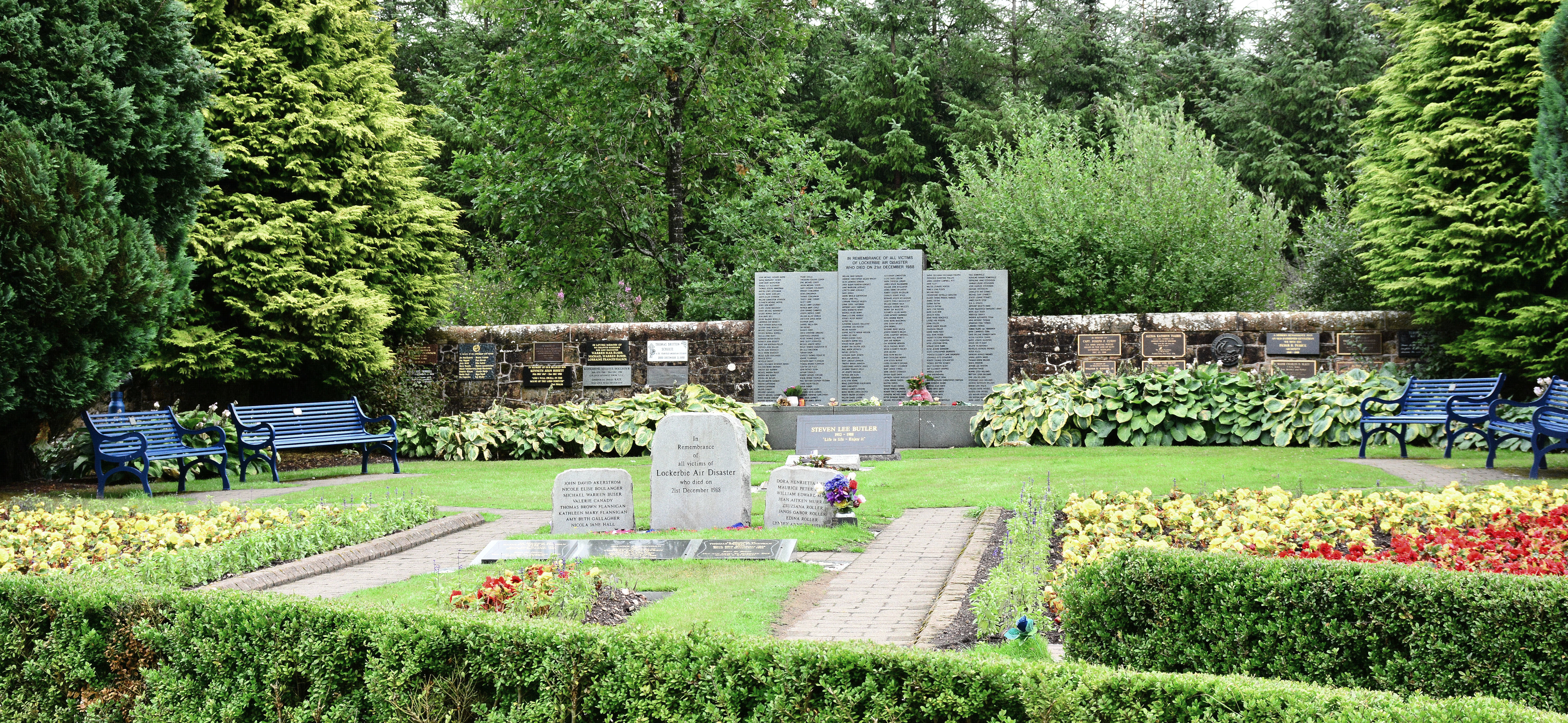
Der Garden of Remembrance (Garten der Erinnerung) mit dem Lockerbie Air Disaster Memorial auf dem Friedhof von Dryfesdale
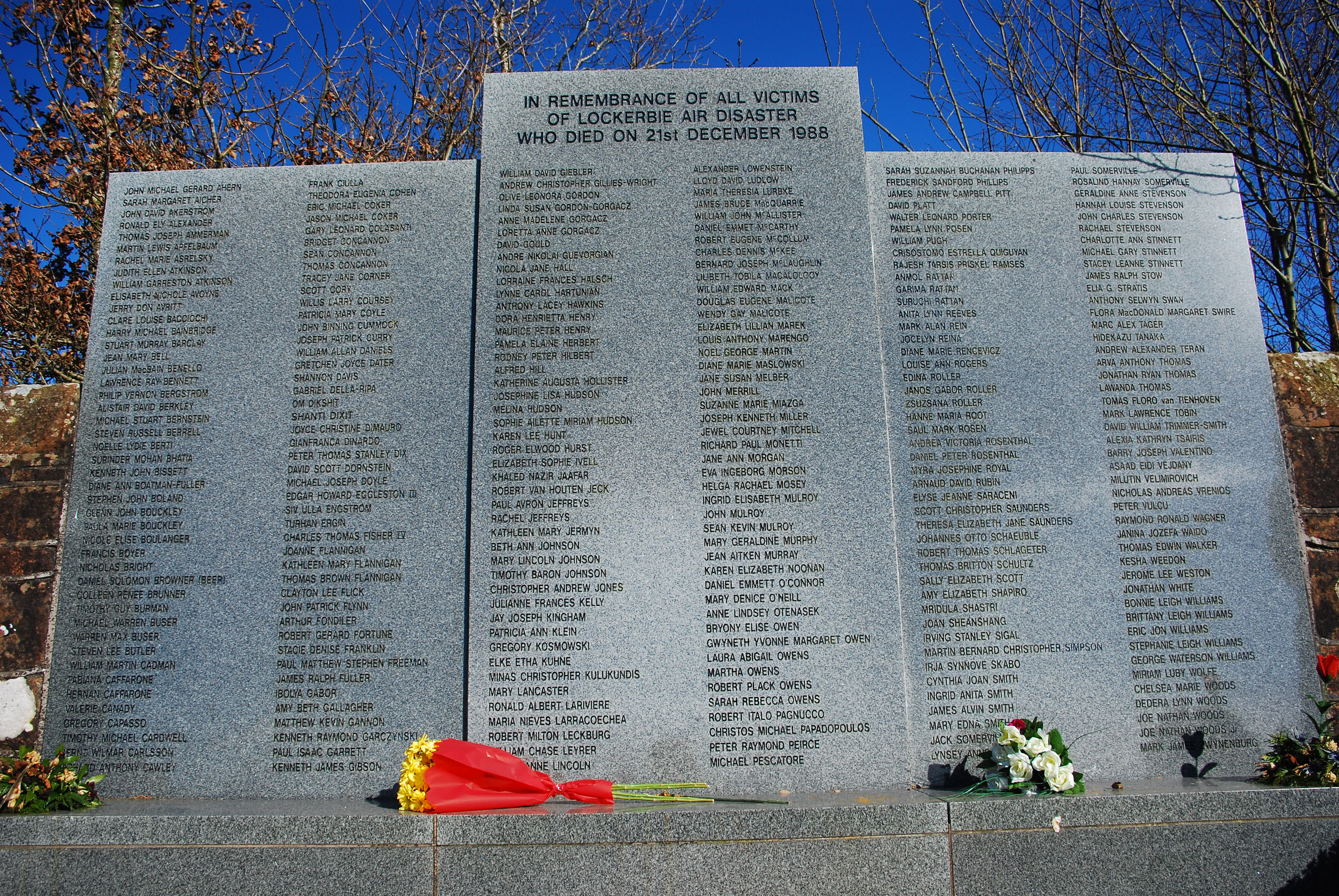
Das Lockerbie Air Disaster Memorial auf dem Friedhof von Dryfesdale
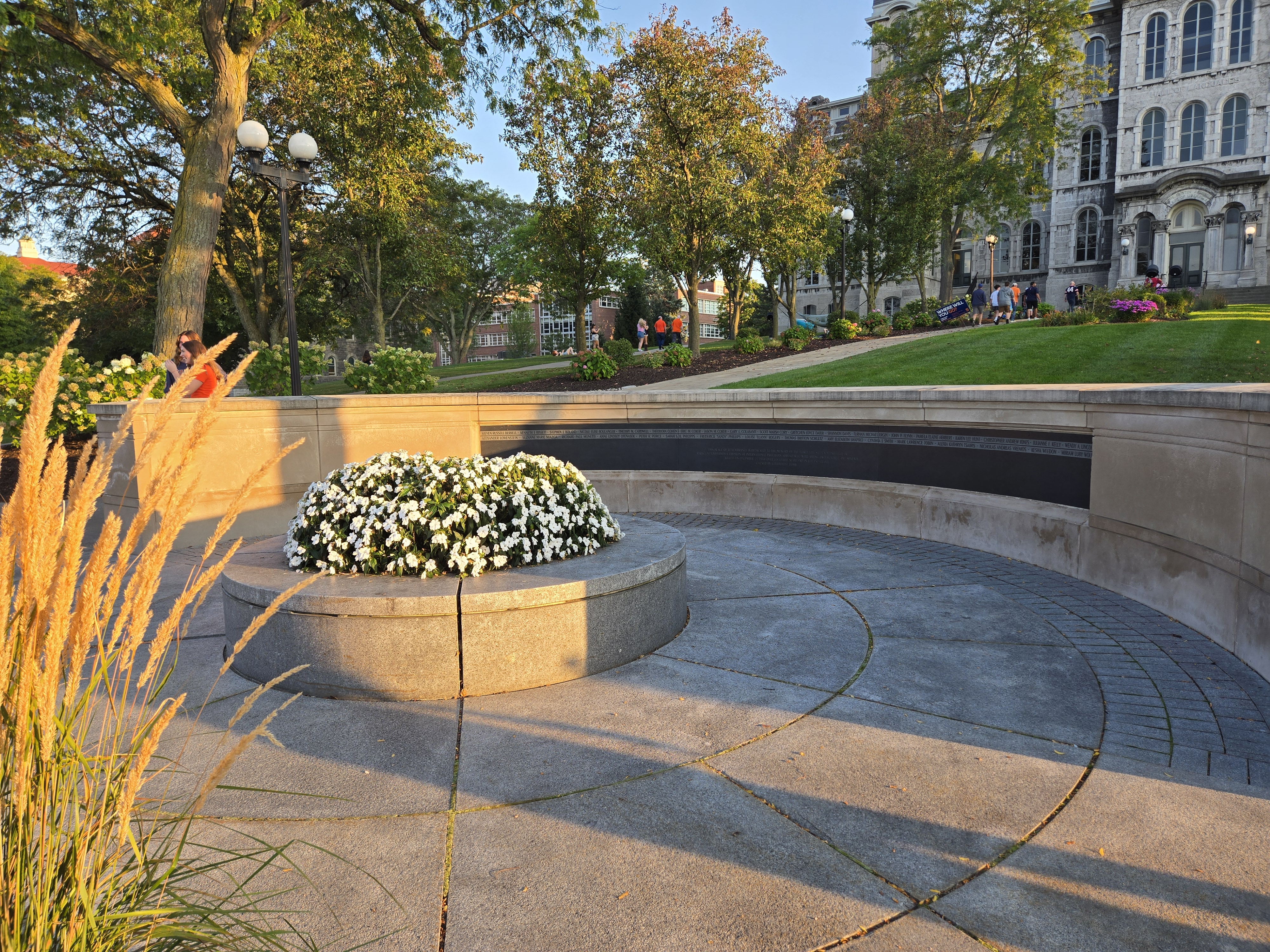
Gedenkstätte an der Syracuse University, New York
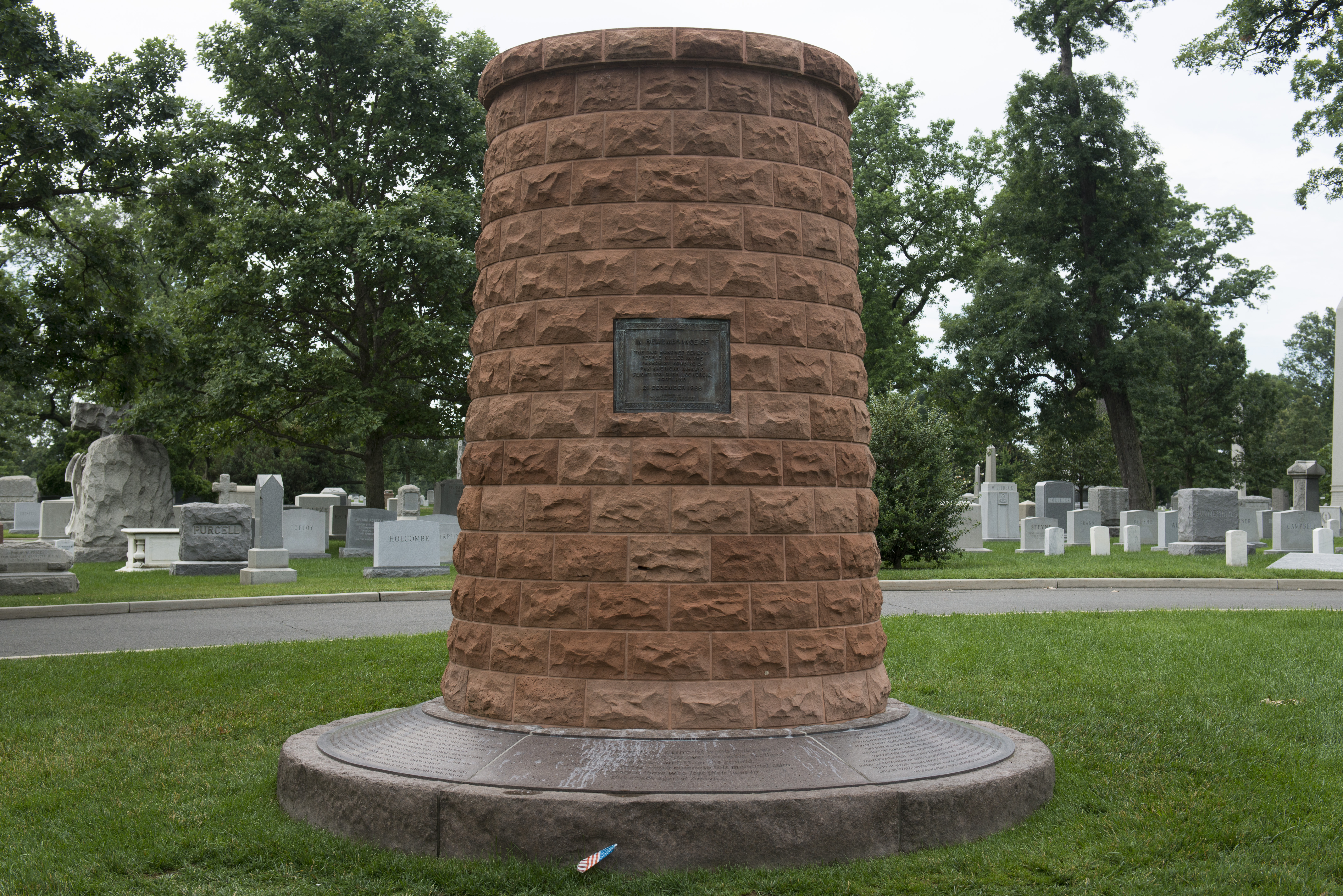
Das Pan Am Flight 103 Memorial auf dem Nationalfriedhof von Arlington

## Rezeption

### Fernsehserie
- Lockerbie: A Search for Truth. 5 Folgen. Drehbuch: David Harrower, Regie: Otto Bathurst, Jim Loach. USA/Vereinigtes Königreich 2025.[76][77]

### Dokumentarfilme
- Der Anschlag von Lockerbie. (= Mayday – Alarm im Cockpit. Staffel 7, Folge 2). 47 Min. Regie: George D’Amato. Kanada 2009.[78][79]
- Lockerbie Revisited. (= VPRO Tegenlicht. Staffel 7, Folge 2). 52 Min. Regie: Gideon Levy. Niederlande 2009.[80]
- Todesflug Pan Am 103 – Das Rätsel von Lockerbie. (Alternativtitel: Das Rätsel von Lockerbie). 45 Min. Produktion: ZDF. Deutschland 2014.[81][82]
- Since: The Bombing of Pan Am Flight 103. 84 Min. Regie: Phil Furey. Vereinigtes Königreich/USA 2015.[83]
- Lockerbie – Der Bombenanschlag auf Pan-Am-Flug 103. 4 Folgen. Produktion: Mindhouse Productions. Vereinigtes Königreich 2023.[84][85][86]